# Zentrale Kräfte Schutzpolizei
Die Zentralen Kräfte Schutzpolizei (ZKS) waren mobile Einheiten zur Unterstützung der VP-Reviere der Deutschen Volkspolizei (DVP) in der DDR.

## Geschichte und Zuordnung
Die ZKS gingen aus den ab 1951 gebildeten Schnellkommandos bei den Volkspolizeikreisämtern (VPKA) hervor. Diese Schnellkommandos bestanden bis 1967. Es waren Einsatzformationen der Schutzpolizei bei Notrufen, erforderlichem geschlossenem Einsatz mehrerer Polizisten u. ä. Allein den ZKS waren die Funkstreifenwagen zugeordnet; sie wurden zentral vom Operativen Diensthabenden (ODH) der VPKA geführt und eingesetzt. Zugeordnet den ZKS – wenn auch mit hoher Selbständigkeit in der Dienstorganisation – waren die Diensthundestaffeln (DHS) der VPKA.
Die ZKS waren nicht Bestandteil der Kasernierten Einheiten des MdI, vielmehr unterstanden sie dem VPKA des jeweiligen Kreises. Erkennbar war dies auch daran, dass die Kasernierten Einheiten hellgrüne Rangabzeichen trugen, die ZKS jedoch die Paspelierung der Dienstzweige der DVP.
Innerhalb eines Bezirkes wurden die Angehörigen der Bezirksschulen der DVP zu Hundertschaften (Kompanien) vereinigt. Sie unterstanden jedoch nicht den VPKA und waren auch keine Bestandteile der ZKS. Sie kamen allein durch Einsatzbefehl der jeweiligen Chefs der Bezirksbehörden der DVP (BDVP) zum Einsatz.
Im Mobilmachungsfall wären die ZKS-Formationen mit vorgeplanten Reservisten ergänzt worden. Sie besaßen die sogenannte M-Karte. Bevorzugt wurden Reservisten, die ihren Wehrdienst in den Kasernierten Einheiten, darunter in einer VP-Bereitschaft, abgeleistet hatten.

## Aufgaben
„Die Aufgaben der zeitweiligen Formationen der Schutzpolizei bestehen:
a) im allgemeinen polizeilichen Dienst
- in der Lösung von Aufgaben, die durch den schutzpolizeilichen Streifendienst nicht sichergestellt werden können und wenn die Lage und Situation den geschlossenen Einsatz notwendig machen.

b) in einer Spannungsperiode oder im Verteidigungszustand
- in der Lösung von Aufgaben zur Aufrechterhaltung der öffentlichen Ordnung und Sicherheit wie in den unter a) genannten Fällen,
- in der Bekämpfung, Festnahme bzw. Liquidierung subversiver Kräfte, bewaffneter Gruppierungen und Banden;
- in der Bindung gegnerischer Kräfte bis zum Einsatz von Kreis- bzw. Bezirksreserven;
- in der Aufklärung des Handlungsraumes gegnerischer Kräfte bzw. in der Sicherung des Raumes nach Zerschlagung des Gegners;
- in Ausnahmefällen in der zeitweiligen Sicherung wichtiger Objekte;
- als Reserve des Leiters des Volkspolizei-Kreisamtes bzw. Chefs der Bezirksbehörde der Deutschen Volkspolizei.“

## Ausbildung
Die Ausbildung wurde monatlich organisiert. Neben der Unterweisung in Polizeirecht erfolgte eine militärische Ausbildung nach Vorschriften für die Kasernierten Einheiten des Ministeriums des Innern. Die Angehörigen absolvierten Gruppen- und Zuggefechtsschießen im Angriff und in der Verteidigung.
Ab November 1974 wurden erstmals Wehrpflichtige mit Vorverpflichtung Schutz- bzw. Kriminalpolizei in die Kasernierten Einheiten des Präsidiums der Volkspolizei in Berlin (17.–19. Volkspolizei-Bereitschaft) einberufen. Sie wurden in einer Kompanie je Bereitschaft konzentriert und Offiziere der Schutzpolizei führten mit ihnen die Dienstanfängerausbildung/DVP an wenigen Tagen durch. Bis dahin bot der Dienst als Polizist auf einem Volkspolizeikreisamt die Möglichkeit, der Einberufung zum Wehrdienst zu entgehen.

## Bewaffnung und Ausrüstung
Anfänglich waren die ZKS mit Pistolen und Karabinern ausgerüstet. Später erhielten sie die Bewaffnung eines Motorisierten-Schützen-Zuges – jeder Schutzpolizist ein Sturmgewehr AK-47, welches jedoch nur einsatzbedingt ausgegeben wurde, und eine Pistole Makarow, außerdem jede Gruppe ein leichtes Maschinengewehr Kalaschnikow. Die ZKS wurden zur Verstärkung der jeweiligen Polizeireviere eingesetzt. Dafür standen ihnen die üblichen Funkstreifenwagen der Typen Lada, Wartburg oder Wolga zur Verfügung. Auch zivile Fahrzeuge kamen zum Einsatz. Des Weiteren standen MTW der Marke Robur und IFA W50 bzw. L60 zur Verfügung. Einige Dienststellen verfügten auch über Fahrzeuge des russischen Typ UAZ.